# Azienda ospedaliero-universitaria Careggi
L'Azienda ospedaliero-universitaria Careggi è il più grande ospedale policlinico di Firenze, uno dei principali in Italia, situato nell'area di Careggi, nella parte nord della città.

## Storia

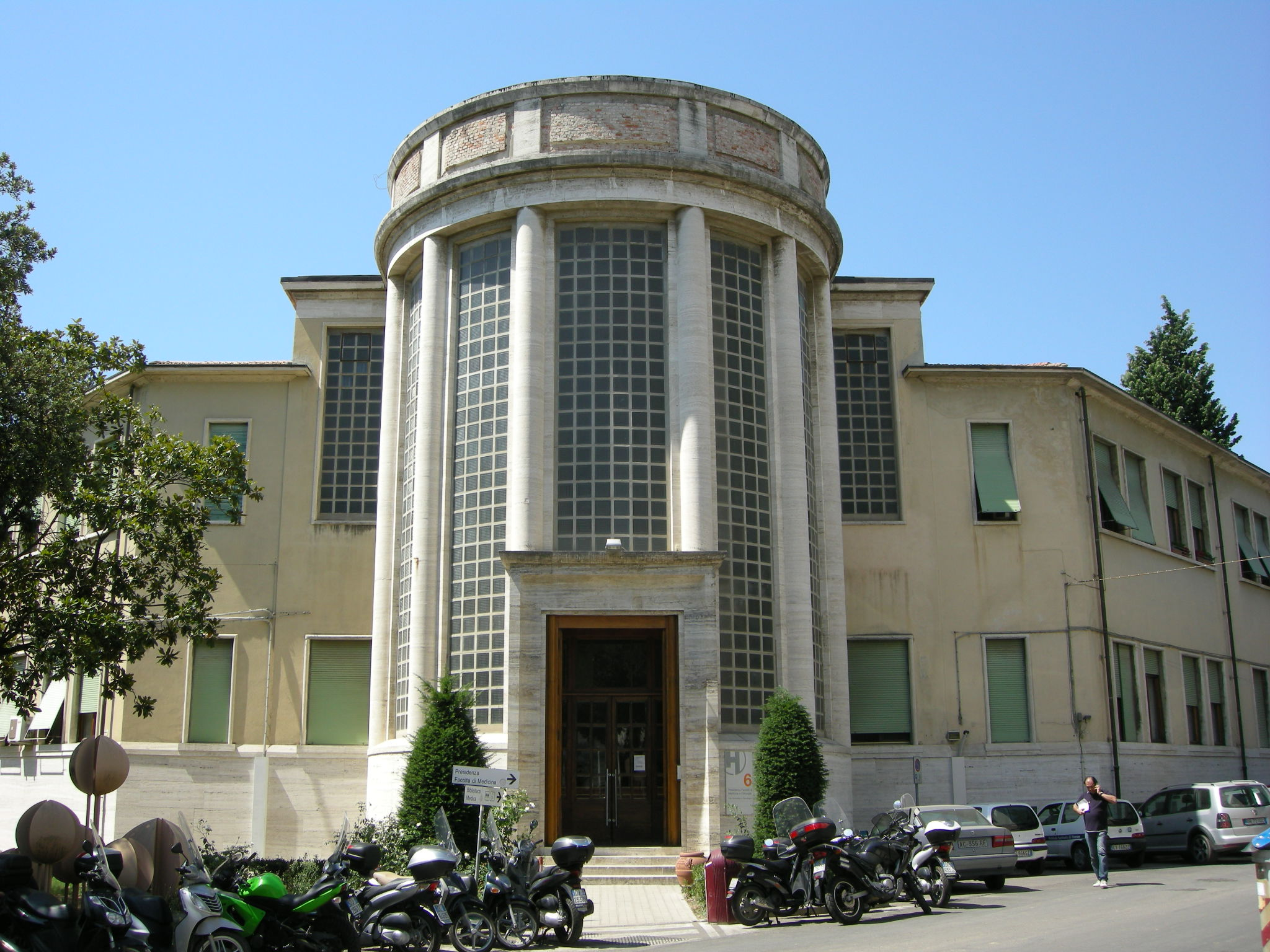
Il padiglione che ospita la presidenza della Facoltà di Medicina e Chirurgia

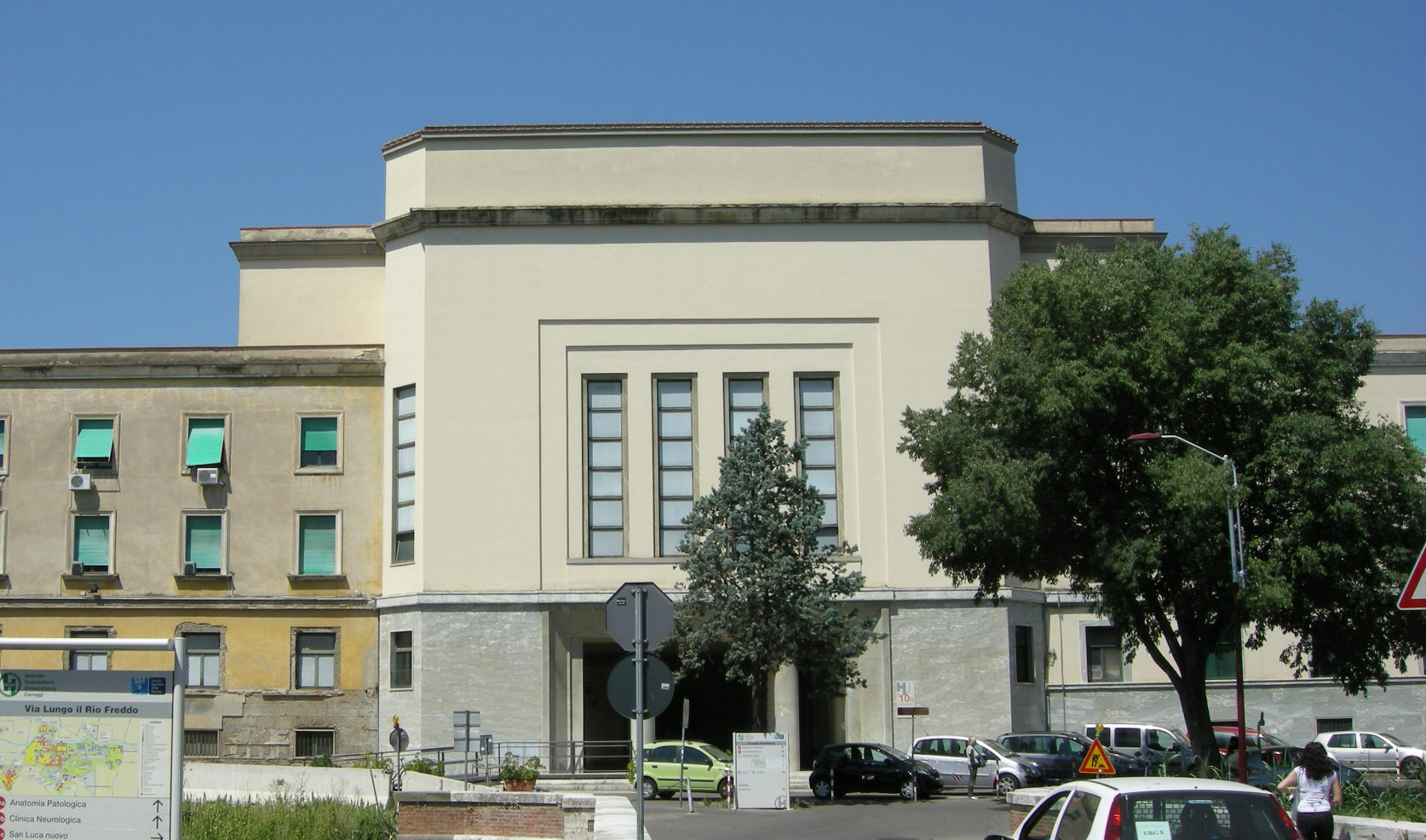
Il padiglione di anatomia e anatomia patologica

Già agli inizi del Novecento a Firenze si sviluppò il dibattito sulla necessità di nuove costruzioni ospedaliere, con interventi autorevoli quali quelli dei professori Pieraccini, Grocco Banti e Burci e nel 1908 venne presentata una mozione in Consiglio Comunale a favore di una possibile collocazione salubre nella zona pedecollinare di Careggi. Una serie di istanze contribuiscono allo sviluppo di un insediamento ospedaliero fuori dalla città, la richiesta di nuove aree per una ridistribuzione delle attrezzature ospedaliere di Firenze culmina nella scelta di programmare un'organica pianificazione congiunta tra l'arcispedale di Santa Maria Nuova e il Comune di Firenze.
Nel 1910 l'arcispedale acquistò la tenuta di Careggi per realizzarvi un ospedale sussidiario a quello storico. Il 24 marzo 1912 si diede inizio alla costruzione del primo nucleo, villa Ognissanti, con i primi padiglioni per il ricovero dei tubercolosi.
Nel corso degli anni Venti, con l'ausilio della manodopera dei prigionieri di guerra, proseguì l'edificazione del complesso dando l'avvio alla progressiva destinazione di questa parte di città ad attrezzature sanitarie. Dall'analisi delle carte storiche si rileva che fino al 1923 il complesso era solo parzialmente realizzato e denominato "ospedale di Careggi". Nella cartografia del 1936 è riportato l'ingombro del complesso nella sua attuale configurazione. La foto aerea del 1935 documenta invece la presenza della Villa con il giardino di recente costituzione.
Proprio nel 1935 per l'ospedale furono istituite le linee 30 nero e 30 rosso, della rete tranviaria di Firenze, che coprivano rispettivamente il percorso Via de' Pecori-Careggi e Passaggio a livello Affrico-Careggi. L'intero sistema tranviario venne smantellato entro il 1958.
Nel corso degli anni Novanta venne deciso il trasferimento dell'ospedale pediatrico Meyer nell'area di Careggi utilizzando la villa Ognissanti e prevedendo una nuova espansione verso nord. La Regione Toscana deliberò il passaggio di proprietà della villa all'Azienda ospedaliera Meyer.
Nel 1991 la USL 10/D, che gestiva all'epoca il complesso ospedaliero di Careggi, indisse un concorso per il recupero dell'ala ovest, est e del corpo centrale della villa. Tale appalto concorso, suddiviso in due lotti, fu aggiudicato ad una ditta che una volta redatto il progetto esecutivo iniziò i lavori, con la ristrutturazione dell'ala ovest e di metà del corpo centrale, cosa che rese necessario lo spostamento di tutte le attività ospedaliere all'interno dell'ala est.
Durante i lavori, per avvenute scorrettezze della ditta appaltatrice, la stazione appaltante si vide costretta a rescindere il contratto. In seguito a tali vicende i lavori iniziati non sono mai stati conclusi.
Dal gennaio 2001 il complesso ospedaliero è interessato dal cantiere relativo alla realizzazione del nuovo polo pediatrico fiorentino. La progettazione affidata al CSPE (Centro studi progettazione edilizia) è stata preceduta e coadiuvata da una ricerca strutturata e innovativa sull'ospedale dei bambini, svolta dalla Fondazione Giovanni Michelucci nel 1998 a seguito di una convenzione stipulata tra l'Azienda ospedaliera Meyer e la Fondazione.
Nell'area del podere a monte non ancora edificato, denominato Ponte Nuovo, di proprietà pubblica, è stato realizzato entro il 2007 l'ampliamento della struttura esistente, insufficiente ad ospitare da sola le strutture ospedaliere previste. La costruzione ex novo di una piastra dove sono state collocate le attrezzature tecnologiche specializzate e tutti i servizi necessari, ha consentito di realizzare una struttura efficiente di supporto alle degenze.
Inoltre nell'area a valle del complesso, sempre di proprietà del Comune di Firenze, è in corso la realizzazione di un parcheggio che contribuirà a supplire la carenza di aree di sosta nella zona soggetta ad un ingente afflusso di traffico determinato dalla presenza dei vari complessi ospedalieri e attrezzature universitarie localizzate a Careggi. È comunque da prevedere un'area a parcheggio ad esclusivo utilizzo dell'utenza del nuovo polo pediatrico, il quale probabilmente potrebbe avere un accesso diretto da piazza di Careggi e indipendente da quello attuale che si snoda attraverso il parco prima di raggiungere il piazzale antistante l'ingresso della Villa.
Il 5 luglio 2014 l'ospedale ha festeggiato i 100 anni di attività.

## I principi dell'azienda ospedaliera

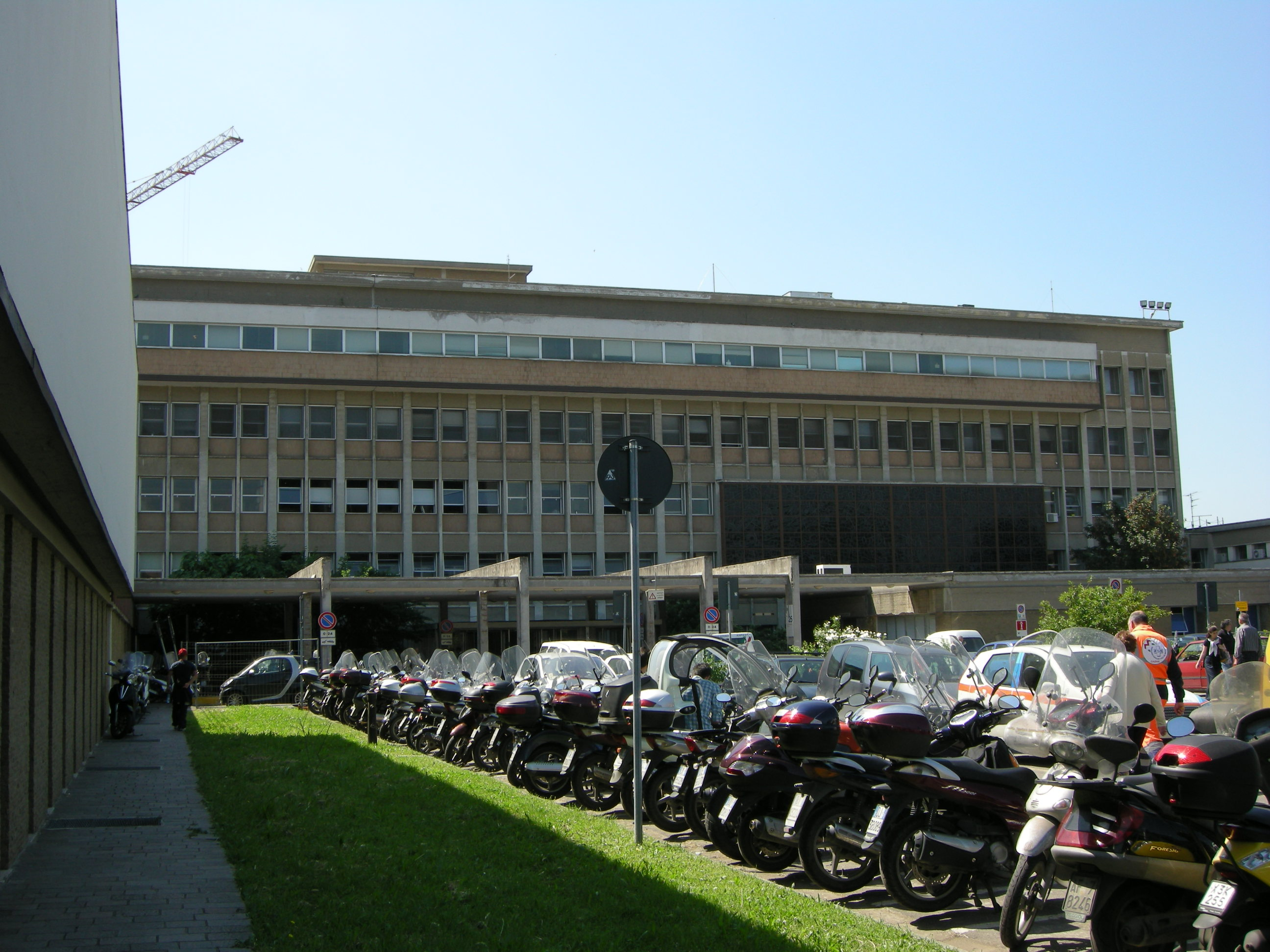
Il CTO

Gli obiettivi e le scelte della politica sanitaria Toscana puntano al miglioramento della salute e del benessere della popolazione, alla soddisfazione e partecipazione del cittadino e pongono al centro dell'azione il cittadino con i suoi diritti.
La Carta dei Servizi rappresenta il patto tra le strutture del SSN e i cittadini e ha l'obiettivo di fornire un'adeguata conoscenza delle attività offerte, di come accedere alle cure, e di favorire il miglioramento della qualità dei servizi.
Le prestazioni dell'Azienda sono improntate ai principi:
- eguaglianza: i servizi sono erogati secondo regole uguali per tutti, senza distinzione di sesso, razza, lingua, ceto, religione, opinioni politiche
- imparzialità: i servizi sono erogati adottando verso gli utenti comportamenti obiettivi, equi e imparziali
- continuità: i servizi sono erogati in maniera continuativa e senza interruzioni, nelle modalità di funzionamento definite da norme e regolamenti nazionali e regionali
- diritto di scelta: l'utente ha diritto di scegliere il soggetto erogatore nell'ambito del servizio sanitario nazionale
- appropriatezza: le prestazioni sono appropriate quando sono al tempo stesso pertinenti rispetto alle persone, circostanze e luoghi, valide da un punto di vista tecnico-scientifico e accettabili sia per gli utenti sia per gli operatori
- partecipazione: ai singoli cittadini e alle associazioni è garantita la partecipazione alla gestione del servizio pubblico nelle modalità descritte nella presente Carta
- efficienza ed efficacia: l'efficienza è la capacità di ottenere i migliori risultati possibili sulla base delle risorse disponibili; l'efficacia è la capacità di raggiungere gli obiettivi prefissati.

## Descrizione
Essa nasce dall'integrazione del Sistema sanitario toscano e dell'Università degli Studi di Firenze ed è caratterizzata dallo svolgimento congiunto di attività assistenziali, didattiche e di ricerca.
Eroga prestazioni di ricovero, prestazioni specialistiche, ambulatoriali ed attività di emergenza e urgenza; persegue lo sviluppo dell'alta specializzazione come riferimento di Area Vasta, regionale, nazionale.
Nel mese di giugno 2011 l'AOU Careggi istituisce anche un Centro di Medicina Integrativa, finalizzato alla assistenza, ricerca, didattica e vigilanza nell'ambito delle medicine complementari e non convenzionali.
Secondo il Programma nazionale esiti 2023 pubblicato dall'Agenas, l'ospedale di Careggi è il migliore d'Italia per quanto concerne la cardiologia.

## Dipartimenti

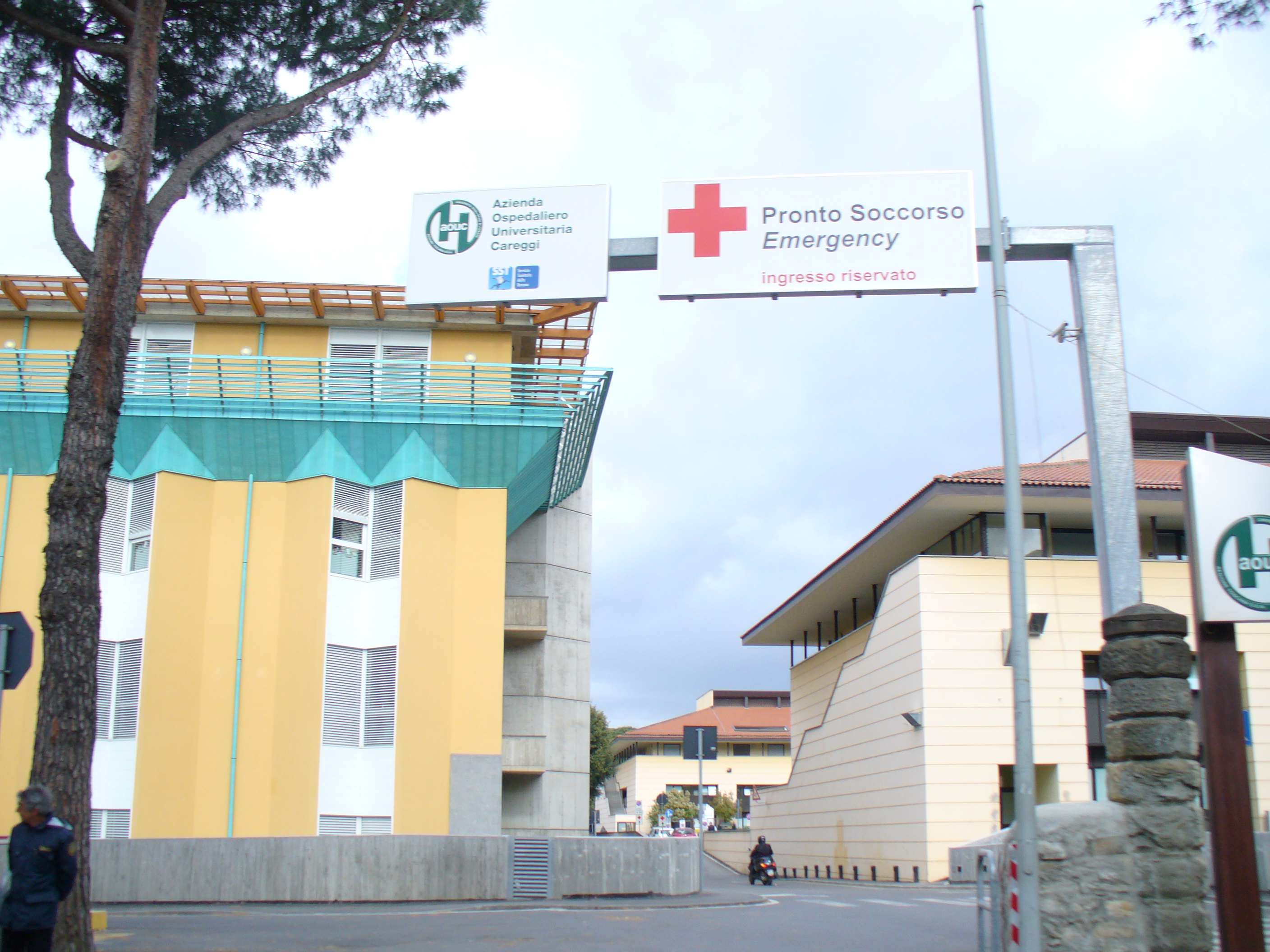
Ingresso pronto soccorso

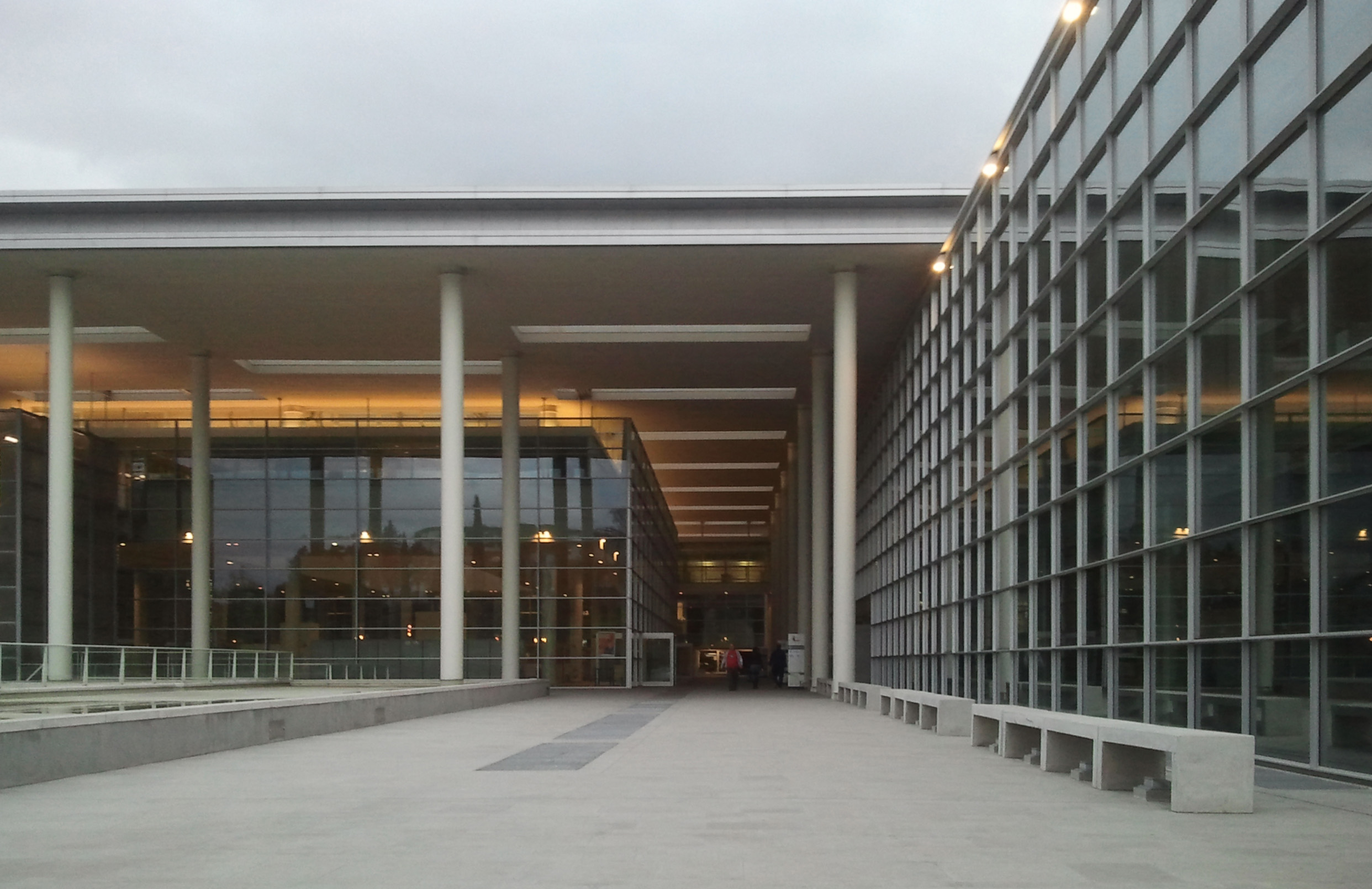
Area amministrativa - universitaria

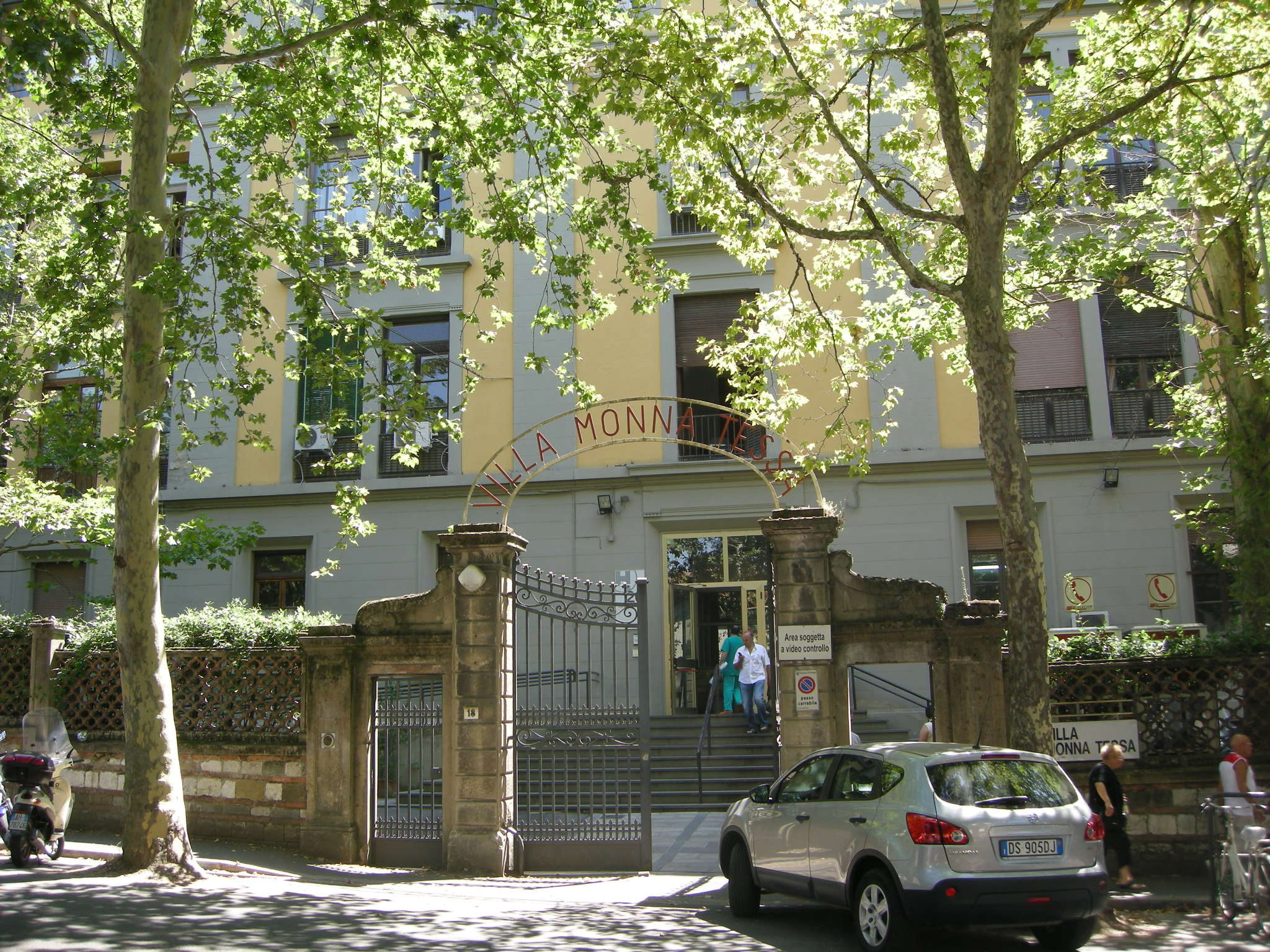
Villa Monna Tessa

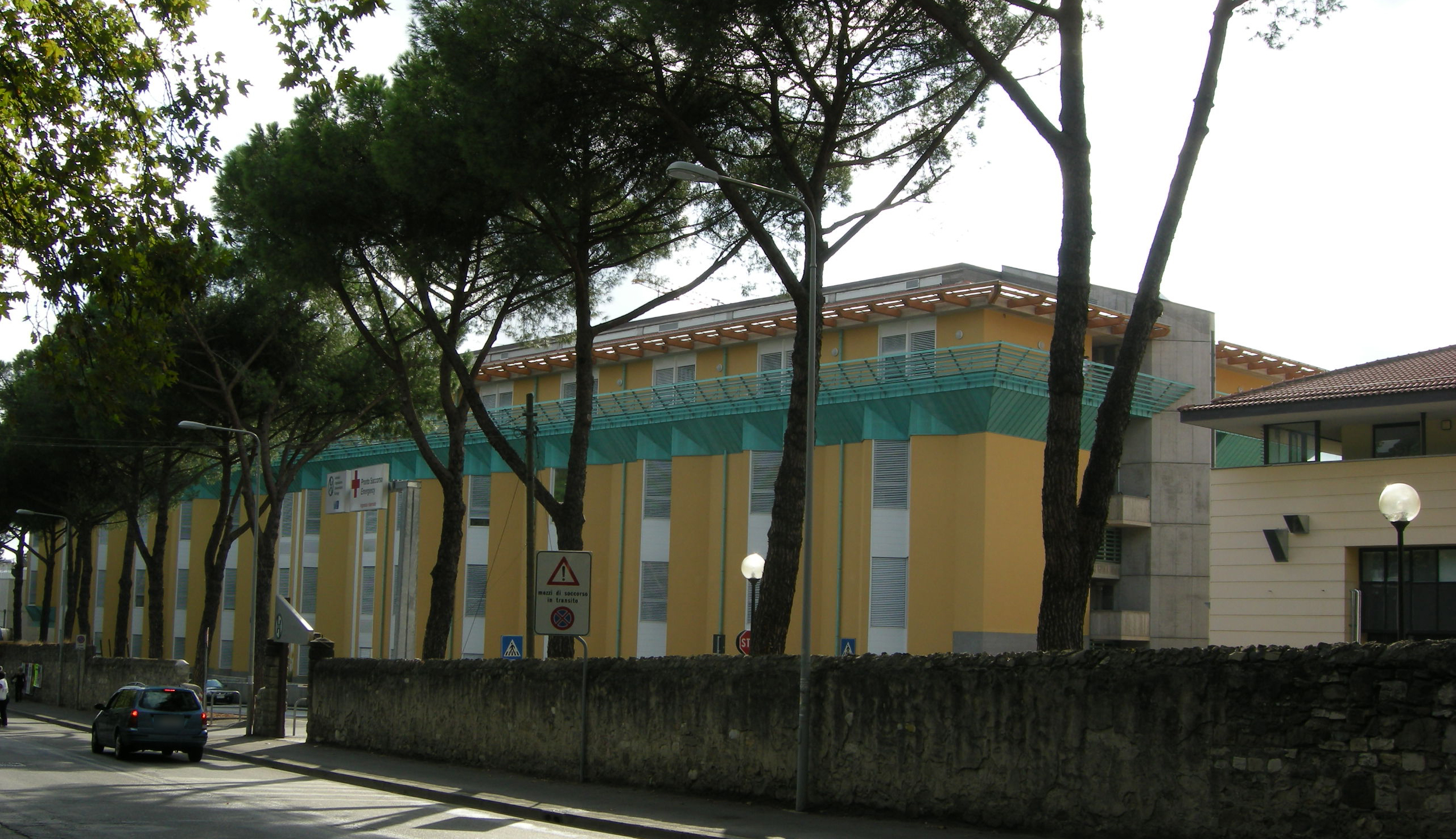
Padiglione medicina e chirurgia generale d'urgenza

La struttura è organizzata nei seguenti dipartimenti ad attività integrata:
- Ortopedia - CTO Centro traumatologico ortopedico
  - Anestesia e rianimazione
  - Chirurgia e microchirurgia della mano
  - Medicina geriatrica
  - Malattie del metabolismo minerale e osseo
  - Ortopedia generale
  - Ortopedia oncologica e ricostruttiva
  - Ortopedia traumatologica
  - Traumatologia maxillo-facciale
- Malattie infettive e tropicali
- Biomedicina
  - Medicina della sessualità e andrologia
  - Banca del cordone ombelicale
  - Banca dell'osso
  - Centro cefalee
  - Donazione organi e tessuti
  - Ematologia
  - Endocrinologia
  - Farmacologia e farmacogenetica clinica
  - Genetica medica
  - Immunoallergologia
  - Immunologia e terapie cellulari
  - Istologia patologica
  - Istologia patologica e diagnostica molecolare
  - Nefrologia e nefrologia dei trapianti
  - Patologia medica
  - Reumatologia
  - Terapie rigenerative
- Scienze neurologiche e psichiatriche
  - Agenzia di psicologia clinica e psicoterapia
  - Neuroriabilitazione precoce
  - Neuroanestesia e terapia intensiva
  - Neurochirurgia
  - Neurofisiopatologia
  - Neurologia
  - Psichiatria
- Diagnostica di laboratorio
  - Accoglienza ai servizi di laboratorio
  - Diagnostica genetica
  - Immunoematologia e trasfusionale
  - Laboratorio generale
  - Microbiologia e virologia
  - Sicurezza e qualità
  - Sierologia
- Cardiologico e dei vasi
  - Aritmologia
  - Cardioanestesia
  - Cardiochirurgia
  - Cardiologia generale
  - Cardiologia e medicina geriatrica
  - Cardiologia invasiva
  - Chirurgia vascolare
  - Diagnostica interventistica
  - Laboratorio di chirurgia sperimentale
  - Malattie aterotrombotiche
  - Medicina e riattivazione cardiologica
  - Neuroradiologia interventistica
  - Riabilitazione cardiologica
  - Stroke unit e neurologia
  - Unità di cure avanzate dello scompenso cardiaco
  - Valutazione cardiologica
- Specialità medico-chirurgiche
  - Anestesia e rianimazione
  - Broncologia
  - Broncologia diagnostico interventistica
  - Chirurgia addominale
  - Chirurgia toracica
  - Chirurgia toraco-polmonare
  - Pneumologia e fisiopatologia respiratoria
  - Gastroenterologia
  - Malattie infettive
  - Malattie infettive e tropicali
  - Medicina interna ed epatologia
  - Pneumologia
  - Terapia intensiva pneumologica e fisiopatologia
  - Urologia
- Materno infantile
  - Anestesia
  - Ginecologia dell'infanzia e adolescenza
  - Medicina prenatale
  - Neonatologia e terapia intensiva neonatale
  - Ostetricia e ginecologia
- Organi di senso
  - Pronto soccorso oculistico
  - Pronto soccorso otorinolaringoiatrico
  - Anestesia
  - Audiologia
  - Chirurgia maxillo-facciale
  - Chirurgia plastica
  - Oculistica
  - Odontoiatria speciale
  - Odontostomatologia
  - Oftalmologia pediatrica
  - Ortognatodonzia
  - Otorinolaringoiatria
- DEA e medicina e chirurgia generale e di urgenza
  - Agenzia continuità assistenziale extraospedaliera
  - Agenzia diabetologia
  - Agenzia geriatrica
  - Agenzia medicina dello sport e dell'esercizio
  - Agenzia nutrizione
  - Agenzia obesiologia
  - Agenzia per l'emofilia
  - Agenzia riabilitazione
  - Anestesia e rianimazione
  - Anestesia
  - Centro antiveleni
  - Chirurgia bariatrica
  - Chirurgia generale e di urgenza e mininvasiva
  - Endocrinochirurgia e chirurgia mininvasiva
  - Endoscopia chirurgica
  - Inquadramento clinico integrato e percorsi intraospedalieri delle urgenze - osservazione breve intensiva
  - Medicina interna ad orientamento all'alta complessità assistenziale
  - Medicina interna e di urgenza
  - Open space day surgery
  - Pronto soccorso - osservazione breve
  - Pronto soccorso ortopedico
  - Tossicologia medica
- Diagnostica per immagini
  - Diagnostica senologica
  - Medicina nucleare
  - Medicina nucleare biomolecolare
  - Neuroradiologia
  - Radiodiagnostica di emergenza
  - Radiodiagnostica
  - Radiologia dell'apparato digerente diagnostica e interventistica
  - Radiologia interventistica extravascolare
- Oncologia
  - Anestesia e terapia intensiva
  - Breast unit chirurgia
  - C.O.R.D.
  - Chirurgia generale oncologica
  - Core research laboratory
  - Farmacologia oncologica
  - Fisica medica
  - Cure palliative e terapia del dolore
  - Microchirurgia ricostruttiva
  - Oncologia medica
  - Oncologia medica ginecologica
  - Open space chirurgia oncologica interdipartimentale
  - Psiconcologia
  - Radioterapia
- Agenzia regionale per la cura del medulloleso
  - Neurofisiopatologia
  - Neurourologia
  - Unita spinale unipolare

## Direzione e amministrazione
- Direzione Generale
  - Area programmazione, monitoraggio e controllo
  - Area politiche del personale, formazione e sviluppo professionale
- Direzione Amministrativa
  - Dipartimento Economico-Finanziario
  - Dipartimento giuridico e gestione risorse umane
  - Dipartimento Tecnico
  -  DIPINT - Dipartimento interistituzionale integrato, su aou-careggi.toscana.it.
- Direzione Sanitaria

Area servizi di staff
- Direzione di presidio
  - Servizio amministrativo di presidio
  - Servizio infermieristico ostetrico-aziendale S.I.O.A.
  - Servizio tecnico sanitario aziendale S.T.A.
  - Fisica sanitaria
  - Clinica delle organizzazioni

Area servizi sanitari
- Centro regionale allocazione organi e tessuti C.R.A.O.T.
  - Farmacia
  - Farmacologia
  - Medicina del lavoro
  - Medicina
  - Tossicologia

## Auditorium
Nel 1999, su iniziativa del professor Gianfranco Gensini, l'asettica aula magna della clinica medica venne trasformata nell'auditorium clinica medica, un luogo di momentanea serenità e di elevazione spirituale, grazie alla fattiva collaborazione dell'A.GI.Mus. fiorentina e del suo fondatore e presidente Aldo Provenzani.
Così dal 1999 l'auditorium della clinica medica di Careggi ospita iniziative di spettacolo prevalentemente concertistiche come "Careggi in Musica", tradizionali appuntamenti domenicali a cura dell'A.GI.Mus.
Esiste anche un auditorum del centro traumatologico ortopedico, che si trova in largo Piero Palagi all'interno dell'ospedale e si può accedere ad esso dall'ingresso che affaccia nel cortile di fronte all'entrata principale. Nell'auditorium vengono svolte oltre a lezioni dell'Università numerosi incontri nazionali e internazionali sulla medicina e la chirurgia.

## Come arrivare
- GEST (Tramvia): Linea T1, fermata Careggi Ospedale

## Premi e riconoscimenti
Nella World's Best Hospital, classifica annuale dei migliori ospedali del mondo stilata da Newsweek, è risultato l'undicesimo ospedale in Italia e il 180° fra i 2.400 ospedali di 30 Paesi monitorati nell'analisi.